# Club V.I.Baies
Club V.I.Baies (Members Only en VO) est le huitième épisode de la vingtième saison de la série télévisée d'animation américaine  South Park, et le 275e épisode de la série globale. Il est diffusé pour la première fois le 16 novembre 2016 sur Comedy Central. L'épisode traite de l'élection présidentielle américaine de 2016, une thématique centrale de cette saison. Il se penche particulièrement sur le rejet du politiquement correct par Donald Trump pendant sa campagne présidentielle, et imagine le pire des scénarios d'une présidence dirigée par Trump.

## Résumé
Après être resté relativement calme, M. Garrison décide enfin de profiter de son nouveau statut de président des États-Unis. Il change de look et décide de se venger de tous les habitants de South Park qui l'ont ridiculisé en les obligeant à lui faire une fellation. Il s'en prend notamment au Principal PC, qui l'a renvoyé de l'école de South Park.
Garrison ne tarde pas à être appelé d'urgence au Pentagone. S'il jubile en découvrant les avantages de sa nouvelle fonction comme l'accès aux drones militaires, aux écoutes de la population ou encore à l'arme nucléaire, il déchante en voyant que sa première mission est de gérer la crise planétaire engendrée par la mise en ligne prochaine du site Track Troll (Troll Trace en VO). Garrison n'a aucune idée de ce qu'il doit faire. Il reçoit un appel du Secrétaire d'État aux Affaires étrangères Boris Johnson, qui l'avertit de ne pas goûter aux mémo-myrtilles, qui ont causé des ravages au Royaume-Uni. Mais il est trop tard pour Garrison, qui de toute façon ne comprend pas ce que lui dit Johnson à cause de son accent. 
Les mémo-myrtilles, elles, profitent de ce que la Maison-Blanche est déserte pour l'envahir, y faire la fête et continuer de causer des problèmes en imitant Garrison pour appeler le président russe Vladimir Poutine, afin de lui parler de leur nostalgie de la Guerre froide.
Au siège de SpaceX, Cartman et Heidi attendent de pouvoir partir sur Mars avec bien d'autres personnes. Tous les deux sont rejoints par Butters, qui a également décidé de quitter la planète après ce qu'il a appris de Bill Clinton dans l'épisode précédent. Il a aussi changé complètement son attitude envers les femmes, ce qui plait à Heidi mais énerve Cartman.
Elon Musk vient en personne faire une visite guidée des locaux de SpaceX, qui se conclut par la déception des visiteurs lorsqu'ils apprennent qu'il est toujours impossible d'aller sur Mars. Lorsque Butters présente Heidi à Musk, ce dernier est intéressé d'apprendre qu'elle pourrait l'aider à accélérer la construction de ses fusées avec son intelligence... et son humour.
Au siège de Track Troll, Gerald Broflovski parvient à contacter Ike pour qu'il surfe sur le web sous le pseudonyme de Piègeàmorues42 (ShankHunt42 en VO), afin d'assouvir son désir de trollage et faire en sorte que Sheila le surprenne pour se dédouaner définitivement. La mère d'Ike, croyant que son fils est le troll qui a causé tant de dégâts, est effondrée et le punit en attendant que Gerald revienne. Kyle apprend la nouvelle en rentrant chez lui, et se souvient alors de ce lui avait expliqué Heidi pour identifier Piègeàmorues42 et de l'étrange comportement de son père ces derniers jours. Comprenant la véritable identité du troll, il décide de fuguer avec Ike, au grand désespoir de Sheila.